# Spermacoce dasycephala
Spermacoce dasycephala là một loài thực vật có hoa trong họ Thiến thảo. Loài này được (Cham. & Schltdl.) Delprete mô tả khoa học đầu tiên năm 2005.